# Apeadero de Carvalha
El Apeadero de Carvalha es una infraestructura para pasajeros de la Línea del Miño, que sirve a la localidad de Carvalha, en el Municipio de Vila Nova de Cerveira, en Portugal.

## Descripción
El Apeadero de Carvalha tiene acceso por el Largo do Sobral, en el Municipio de Vila Nova de Cerveira.

## Historia
El trozo de la Línea del Miño entre Caminha y São Pedro de la Torre se abrió al público el día 15 de enero de 1879.
En junio de 1913, esta interfaz poseía la categoría de estación.